# Miyakonojō
Miyakonojō (都城市?) è una città giapponese della prefettura di Miyazaki.

## Scuole
A Miyakonojō ci sono 35 scuole elementari.